# Амабиэ
Амабиэ (яп. アマビエ) — сверхъестественный персонаж японской мифологии, ёкай. Представляет собой русалку или тритона с тремя ногами. Считается, что Амабиэ может выходить из моря и предсказывать обильные урожаи или эпидемии. В 2020 году в связи с распространением пандемии COVID-19 изображение Амабиэ стало чрезвычайно популярным в Японии.

## Морфология
Помимо известного всем Амабиэ, существуют и другие варианты имени этого ёкая. Например, его могут звать Амахико (яп. 尼彦, «монах-бхикшу»), Умихико (яп. 海彦, «морской мальчик»), Тэмпико (яп. 天日子, «ребёнок Неба»), Тэмпико (яп. 天彦天彦, небесный мальчик), Амахико (яп. 尼彦入道 амахико ню:до:, «монах, входящий в монастырь») или Ариэ (яп. アリエ). Все эти ёкаи обычно изображаются обезьяноподобными, птицеподобными или головоногими русалками с тремя ногами.

## Происхождение
Считается, что Амабиэ произошел от нингё, японского варианта русалки, название которой первый раз упоминается в летописи «Нихон сёки». В Нихон сёки написано, что в местности, соответствующей современной префектуре Осака, в 619 г. рыбак поймал нечто «похожее на ребенка», это была ни рыба ни человек, а его имя было неизвестно. Исторические последствия наблюдения за нингё варьировались. Нингё могли быть признаком будущего процветания или, наоборот, интерпретироваться как предзнаменование надвигающейся катастрофы, такой как тайфун, землетрясение или цунами. В любом случае, считалось, что нингё обладают огромной силой. Одно известное поверье гласило, что употребление мяса нингё приносило долгую жизнь. Иногда даже один взгляд на нингё считался удачей.
Так же произошло и с Амабиэ. Хотя легенда об этом ёкае появилась гораздо позже — на закате периода Эдо в 1846 г.

## Легенда
По легенде, датирующейся маем 1846 года, у побережья Восточно-китайского моря в городе Хиго современной префектуры Кумамото возникли странные огни. Тогда один из местных чиновников решил расследовать это явление. Он подошёл к берегу, как вдруг из воды появилось странное существо. На рисунке, сделанном этим чиновником, у Амабиэ были длинные волосы, рот, похожий на птичий клюв, он покрыт чешуёй с головы до ног, и у него 3 ноги. Обратившись к чиновнику, он назвал себя Амабиэ и сказал ему, что обитает в открытом море. Затем он поведал о пророчестве: «Хороший урожай, по сравнению с текущим годом, будет продолжаться в течение шести лет. А если возникнет эпидемия, нарисуйте меня и покажите мою картинку тем, кто болеет, и они вылечатся». После этого он вернулся в море. Эта история была напечатана в каварабане — первой печатной японской газете, вместе с изображением Амабиэ. Именно так эта история распространилась по всей Японии.
Не исключено, что эта легенда возникла в результате предшествовавшего ей голода годов Тэмпо (1841—1843), когда отсутствие урожая привело к обострению ситуации в стране и демографической стагнации. Создав ёкая, можно было воодушевить народ и прекратить панику. Поэтому ёкай Амабиэ имеет скорее положительную функцию, чем отрицательную.

## Сходства Амабиэ с Амабико и другими ёкаями
Есть только одно уникальное изображение Амабиэ, значение которого при этом неясно. Поэтому есть предположение, что Амабиэ было просто ошибочным копированием «Амабико» — похожего на Амабиэ ёкая. Подобно Амабиэ, Амабико — это головоногое мифическое существо, которое наставляет рисовать картинку себя для защиты от болезней или смерти.
Существует как минимум 9 описаний существовавших Амабико или Амахико. В четырех описывается появление в провинции Хиго, в одном сообщается об Амабико-нюдо в соседней провинции Хюга (современная префектура Миядзаки). Еще 2 описания Амабико встречаются в Этиго.

## Версии Амабиэ
Версия без туловища: в каварабане 1844 года из Этиго есть первое известное изображение Амабико, которое очень похоже на изображение Амабиэ 1846 года. Амабико здесь состоит из головы с тремя длинными отростками, растущими на ней, и почти без туловища. Единственное, что отличается — это волосы. У него «короткие волосы, растущие по всему телу, включая лицо, с человеческими ушами, круглыми глазами и слегка выпученным ртом». В том же году существо обрекло на смерть 70 % японского населения, но это можно было предотвратить с помощью картинки.
Обезьяноподобная версия: обезьяноподобный Амабико из провинции Хиго появляется на одной картине, принадлежащей Кити Юмото, эксперту в изучении этого ёкая. В его тексте говорится, что некто Сибата Хикодзаэмон пошёл ночью на звуки голосов обезьян и увидел среди животных и Амабико. Юмото настаивает, что эта картина изображает четвероногую обезьяну, однако на некоторых копиях у Амабико три ноги, как сообщается в статье газеты Юбина Хути от 10 июня 1876 года. В текстах обоих описывается, как обезьяноподобное существо обнаружилось в несуществующем графстве в провинции Хиго.
Как сообщается в токийской газете Нитинити симбун от 8 августа 1875 года, на рисовом поле в Юдзаве (префектура Ниигата) заметили Амабико-но-микото (яп. 天日子尊, священный Амабико). На грубой газетной иллюстрации изображено четвероногое существо в форме куклы, похожее на куклу дарума. Этот пример выделяется тем, что он был обнаружен не в море, а на влажном рисовом поле, где Амабико проходил службу небесным богам и получил божественный титул «микото».
В газете «Кофу нитинити симбун» от 17 июня 1876 года сообщалось, что, в округе Аотори провинции Хиго появилось похожее существо по имени Ариэ, хотя эта статья была опровергнута другой газетой.
Почти ровно сто лет спустя, в 1990 году, появился новый ёкай, называемый Дзиммэнгё (яп. 人面魚, рыба с человеческим лицом). В еженедельном журнале была опубликована фотография карпа с человеческим лицом, найденного в храмовом пруду в префектуре Ямагата. Этот ёкай вновь напоминал и русалку нингё, и Амабиэ. Сообщалось, что подобное изображение можно получить игрой света на чешуйках некоторых видов рыб при взгляде сквозь воду. Хотя Дзиммэнгё не может быть исторически связано с нингё или Амабиэ, его появление свидетельствует о том, что в Японии всё ещё интересуются темой гибрида человека и рыбы.

## Ситуация с COVID-19

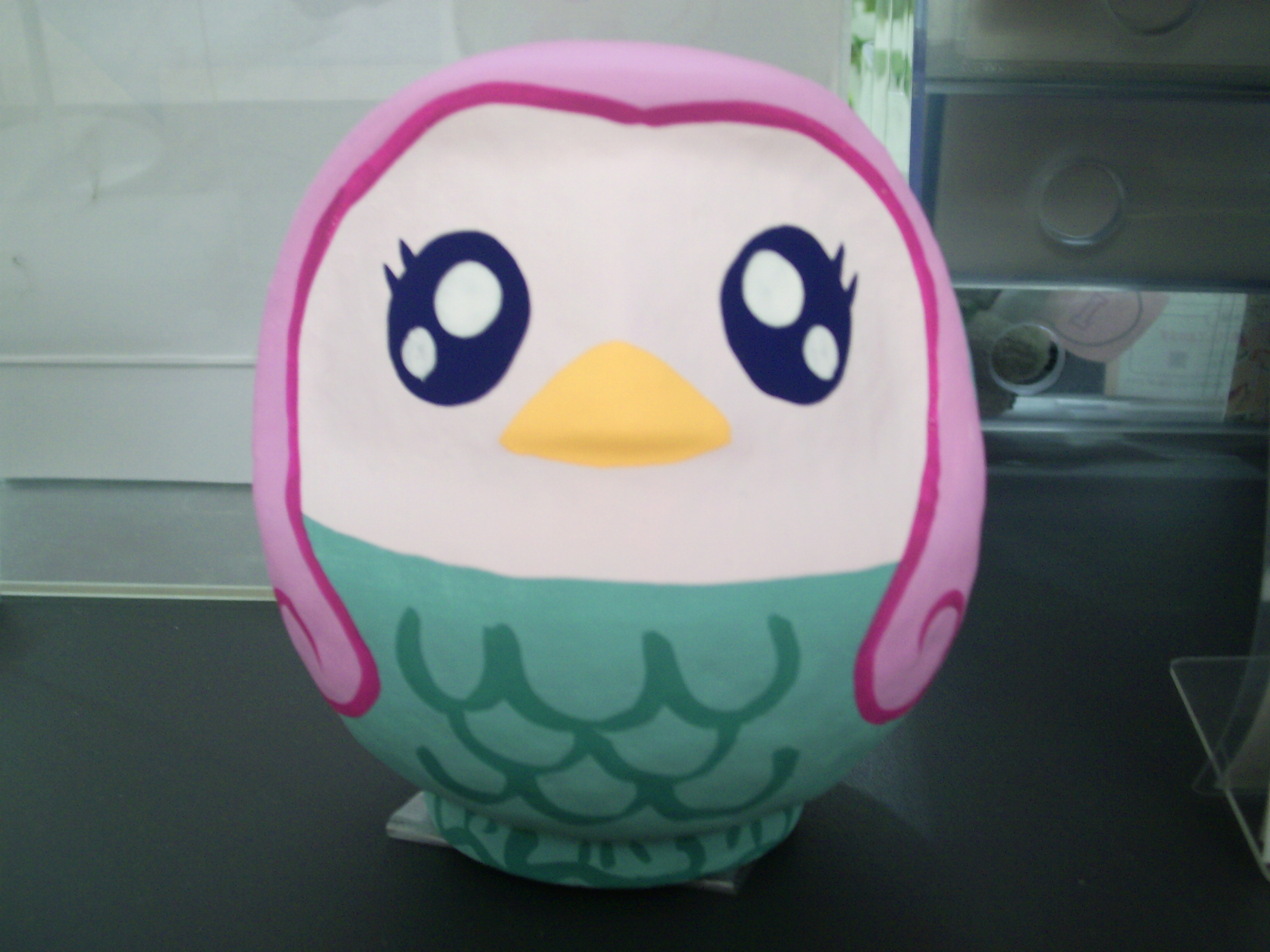
Дарума-Амабиэ. Имаи Цутому. 2020 г.
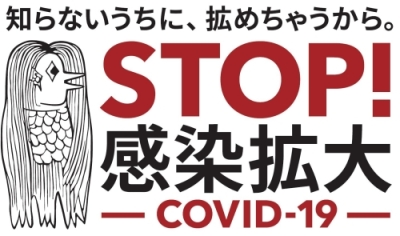
Постер с Амабиэ. Министерство здравоохранения Японии. 2020 г.

Распространение коронавирусной инфекции вновь привлекло внимание общественности к Амабиэ и его пророческим и целительным функциям спустя почти 200 лет молчания. Изображение Амабиэ времён периода Эдо стало появляться в социальных сетях в марте 2020 года, а уже в апреле похожие картинки стали чрезвычайно популярными. В Японии изображения Амабиэ пересылают друг другу в знак солидарности заболевшим.
Позже Амабиэ получил официальное признание, когда министерство здравоохранения Японии сделало его лицом своей кампании общественной безопасности. После этого он начал появляться на печенье, масках для лица, конфетах, булочках, логотипе Starbucks и даже на статуях в парках. В городе Такахаси, который славится своим производством кукол Дарума, создали куклу дарума-Амабиэ, которая должна стать оберегом от пандемии. Мастер Имаи Цутому, который выбрал для кукол яркие розово-голубые цвета, сказал, что в период Эдо люди покупали кукол дарума в надежде на скорейшее прекращение эпидемий.